# Tridécaèdre

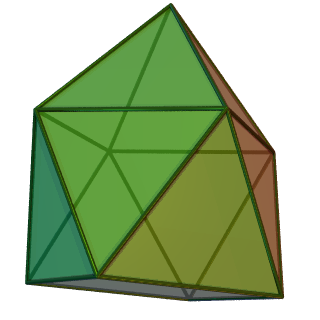
Pyramide carrée gyroallongée

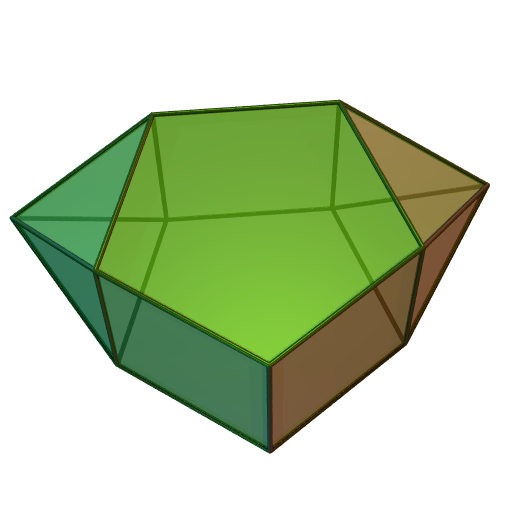
Prisme pentagonal biaugmenté

Un tridécaèdre est un polyèdre à 13 faces. Il existe de nombreuses formes de tridécaèdres topologiquement distinctes tels que les deux solides de Johnson : la pyramide carrée gyroallongée et le prisme pentagonal biaugmenté.

## Formes convexes
Il y a 96'262'938  formes de tridécaèdres convexes topologiquement distinctes, à l'exclusion des images en miroir, ayant au moins 9 sommets. (Deux polyèdres sont "topologiquement distincts", s'ils ont intrinsèquement différents arrangements de faces et de sommets tels qu'il est impossible de déformer l'un pour donner l'autre simplement en changeant la longueur des bords ou les angles entre des arêtes ou des faces.)